# Selecció de bàsquet de França
La selecció de bàsquet de França és l'equip nacional de bàsquet que representa a França. Està controlat per la Fédération Française de Basket-Ball. Fins a l'any 2023 ha guanyat tres medalles en els Jocs Olimpics i ha estat campiona d'Europa l'any 2013.

## Classificacions

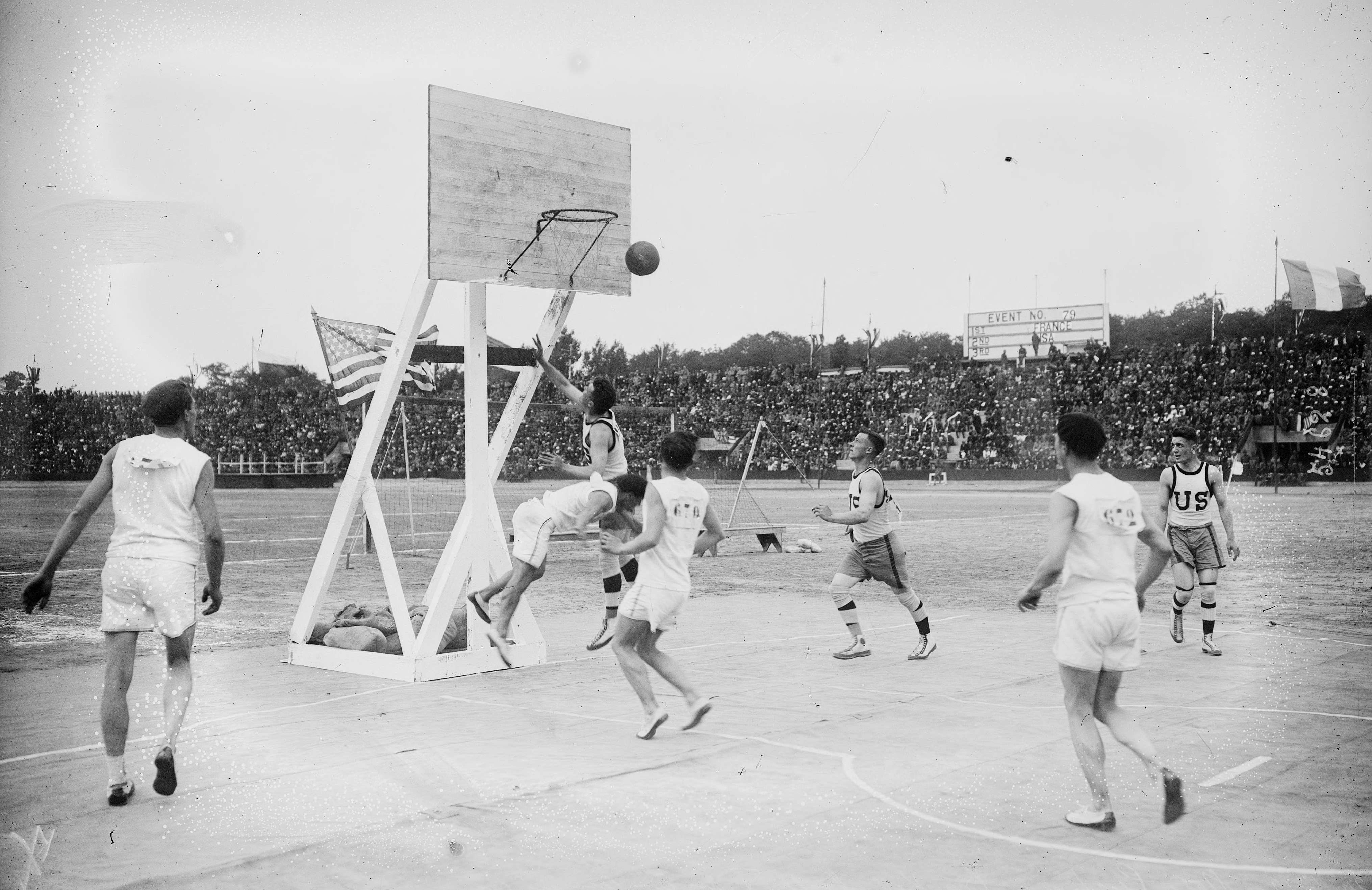
Selecció de França el 1919.

### Jocs Olímpics
- 1936 - 19
- 1948 -  2
- 1952 - 8
- 1956 - 4
- 1960 - 10
- 1984 - 11
- 2000 -  2
- 2012 - 6
- 2016 - 6
- 2020 -  2

### Campionats mundials
- 1950 - 6
- 1954 - 4
- 1963 - 5
- 1986 - 14
- 2006 - 5
- 2010 - 13
- 2019 -  3

### Campionats europeus
- 1935 - 5
- 1937 -  3
- 1939 - 4
- 1946 - 4
- 1947 - 5
- 1949 -  2
- 1951 -  3
- 1953 -  3
- 1955 - 9
- 1957 - 8
- 1959 -  3
- 1961 - 4
- 1963 - 13
- 1965 - 9
- 1967 - 11
- 1971 - 10
- 1973 - 10
- 1977 - 11
- 1979 - 8
- 1981 - 8
- 1983 - 5
- 1985 - 6
- 1987 - 9
- 1989 - 6
- 1991 - 4
- 1993 - 7
- 1995 - 8
- 1997 - 10
- 1999 - 4
- 2001 - 6
- 2003 - 4
- 2005 -  3
- 2007 - 8
- 2009 - 5
- 2011 -  2
- 2013 -  1
- 2015 -  3
- 2017 - 12
- 2022 -  2

### Jocs Mediterranis
- 1955 - 5
- 1967 - 5
- 1975 -  2
- 1991 -  3
- 1993 -  3

## Jugadors notables

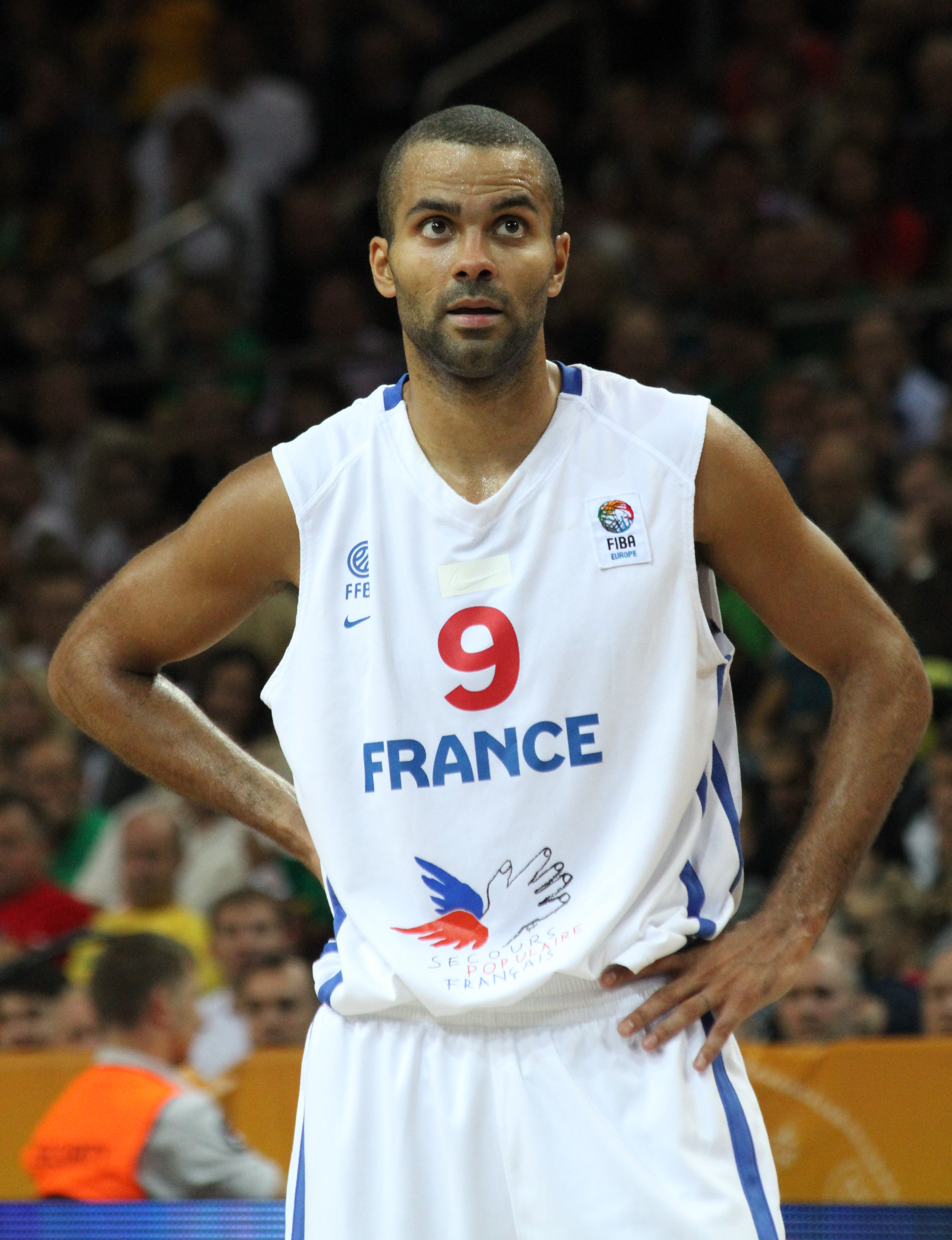
Tony Parker.

### Bases/Escortes
- Roger Antoine – selecció europea (1964)
- Rodrigue Beaubois – ex jugador de Dallas Mavericks
- Éric Beugnot – 2× selecció europea (1981 2×)
- André Buffière – saló de la fama francès (2004)
- Nando de Colo – ex jugador de San Antonio Spurs, Toronto Raptors
- Jean Degros – selecció europea (1966)
- Jacques Flouret – saló de la fama francès (2010)
- Alain Gilles – 50 millors jugadors de la FIBA (1991)
- Robert Monclar – saló de la fama francès (2004)
- Tony Parker – MVP EuroBasket (2013), 5 ideal EuroBasket (2003, 2011, 2013)
- Jacques Perrier – saló de la fama francès (2006)
- Antoine Rigaudeau – ex jugador de Dallas Mavericks
- Axel Toupane – ex jugador de Denver Nuggets, Milwaukee Bucks, New Orleans Pelicans

### Alers/Alers-pivot
- Tariq Abdul-Wahad – ex jugador de Sacramento Kings, Orlando Magic, Denver Nuggets, Dallas Mavericks
- Nicolas Batum – ex jugador de Portland Trail Blazers, Charlotte Hornets, Los Angeles Clippers, Philadelphia 76ers
- Louis Bertorelle – saló de la fama francès (2008)
- Yann Bonato – FIBA EuroStar (1996)
- Robert Busnel – la copa de França duu el seu nom en honor seu
- Jacques Cachemire – 3× selecció europea (1974, 1975, 1979)
- Richard Dacoury – EuroLeague champion (1993), 3× selecció europea (1987 2×, 1991), FIBA EuroStar (1996)
- René Chocat – saló de la fama francès (2012)
- Yakhouba Diawara – ex jugador de Denver Nuggets, Miami Heat
- Maxime Dorigo – saló de la fama francès (2004)
- Hervé Dubuisson – selecció europea (1980)
- Evan Fournier – ex jugador de Denver Nuggets, Orlando Magic, Boston Celtics, New York Knicks
- Mickaël Gelabale – ex jugador de Seattle SuperSonics, Minnesota Timberwolves
- Jean Perniceni – saló de la fama francès (2009)
- Mickaël Piétrus – ex jugador de Golden State Warriors, Orlando Magic, Phoenix Suns, Boston Celtics, Toronto Raptors
- Philippe Szanyiel – selecció europea (1991)

### Pivots
- Alexis Ajinça – ex jugador de Charlotte Bobcats, Dallas Mavericks, Toronto Raptors, New Orleans Pelicans
- Jean-Paul Beugnot – 50 millors jugadors de la FIBA (1991)
- Jim Bilba – FIBA EuroStar (1999)
- Boris Diaw – ex jugador de Atlanta Hawks, Phoenix Suns, Charlotte Bobcats, San Antonio Spurs, Utah Jazz
- Rudy Gobert – ex jugador de Utah Jazz, Minnesota Timberwolves
- Joffrey Lauvergne – ex jugador de the Denver Nuggets, Oklahoma City Thunder, Chicago Bulls, San Antonio Spurs
- Ian Mahinmi – ex jugador de San Antonio Spurs, Dallas Mavericks, Indiana Pacers, Washington Wizards
- Jerome Moiso – ex jugador de Boston Celtics, Charlotte Hornets, New Orleans Hornets, Toronto Raptors, New Jersey Nets, Cleveland Cavaliers
- Joakim Noah – ex jugador de Chicago Bulls, New York Knicks, Memphis Grizzlies, Los Angeles Clippers
- Stéphane Ostrowski – 5× selecció europea (1990, 1991 2×, 1995 2×)
- Johan Petro – ex jugador de Seattle SuperSonics / Oklahoma City Thunder, Denver Nuggets, New Jersey Nets, Atlanta Hawks
- Kevin Séraphin – ex jugador de Washington Wizards, New York Knicks, Indiana Pacers
- Jean-Pierre Staelens – selecció europea (1973)
- Ronny Turiaf – ex jugador de Los Angeles Lakers, Golden State Warriors, New York Knicks, ASVEL Lyon-Villeurbanne, Washington Wizards, Miami Heat, Los Angeles Clippers, Minnesota Timberwolves
- Frédéric Weis – medalla d'argent JJOO 2000